# Титаномахия
«Титанома́хия» (др.-греч. Τιτανομαχία; также известна как Битва титанов, Битва богов, Войны титанов) — в древнегреческой мифологии — битва богов-олимпийцев с титанами, серия сражений в течение десяти лет в Фессалии между двумя лагерями божеств задолго до существования человеческого рода: титаны, с базой на горе Отрис, и олимпийцы, которые придут править, с базой на горе Олимп. Олимпийцы одержали победу с помощью циклопов и гекатонхейров.

### «Титаномахия»
Утерянный эпос «Титаномахия», который связан с борьбой, которую вели Зевс и его братья и сёстры, олимпийские боги, за свержение своего отца Кроноса и его божественного поколения титанов, традиционно приписывался Евмелу из Коринфа, полулегендарному певцу из Бакхиадов, правящей семьи в древнем Коринфе, который ценился как традиционный композитор «Просодии», церемониального гимна независимости Мессении, который исполнялся на Делосе.
Даже в древности многие авторы упоминали «Титаномахию» без имени автора. Мартин Личфилд Уэст при анализе доказательств пришел к выводу, что имя Евмела связывалось с поэмой как единственное известное. Судя по обрывочным данным, рассказ автора «Титаномахии» отличался от рассказа Гесиода в «Теогонии» в ряде существенных моментов. Невозможно, чтобы датой поэмы был восьмой век до нашей эры; М. Л. Уэст датирует её самое раннее концом седьмого века.
«Титаномахия» была разделена на две книги. Битве олимпийцев и титанов предшествовало нечто вроде теогонии, или генеалогии Первобытных Богов. Византийский писатель Иоанн Лид отмечал, что автор «Титаномахии» поместил место рождения Зевса не на Крит, а в Лидию, что скорее всего означало гору Сипил.

## Сюжет
Основа для этого важного сражения была положена после того, как молодой титан Кронос сверг своего отца, бога Урана, повелителя небес, с помощью своей матери Геи. Уран вызвал вражду Геи, когда он заключил в Тартар её детей — гекатонхейров и циклопов. Гея создала большой серп и собрала Кроноса и его старших братьев, чтобы убедить их в необходимости кастрации Урана. Только Кронос согласился это сделать, так что Гея дала ему серп и поместила его в куст.
Когда Уран встретился с Геей, Кронос напал на отца и, серпом отрезав его половые органы, выбросил их в море. Тем самым потерявший власть над миром Уран предрёк, что дети Кроноса восстанут против его правления так же, как Кронос восстал против собственного отца. Кровь Урана, пролитая на землю, породила Гигантов, Эриний и Мелий, а из семени его отрезанных половых органов возникла богиня любви Афродита из моря.
Кронос принял престол отца после свержения Урана. Затем он закрепил свою власть путём повторного заключения своих братьев и сестёр, гекатонхейров и циклопов, и его (ново-созданных) братьев и сестёр гигантов в Тартар. Кронос превратился в ужасного царя, каким был его отец Уран — он глотал каждого из детей, как они рождались от его сестры-жены Реи. Рее удалось скрыть своего ребёнка Зевса, обманув Кроноса, отдав ему вместо него проглотить камень, завёрнутый в одеяло.
Рея принесла Зевса в пещеру на острове Крит, где он был выращен до зрелого возраста Амальтеей. Позже богиня разума Метида дала Кроносу смесь горчицы и вина, отчего его вырвало всеми детьми, которых он проглотил. Зевс тем самым бросил вызов Кроносу и возглавил освобождённых братьев и сестёр в восстании против титанов.
Братья титаны Кей, Крий, Гиперион, Иапет и Кронос разместили свой лагерь на горе Отрис, а олимпийцы — на горе Олимп. Титан Океан не стал принимать участия в битве, потому что не мог приподнять своего текучего тела, и не любил никакую распрю. По совету Океана, Стикс привела своих четырёх сыновей, Кратоса, Зела, Бию и Нику, на сторону Зевса. За то, что они пришли первыми, Зевс сделал воды Стикса источником её нерушимой клятвы. Война между богами и титанами длилась десять лет. Богам не удавалось достичь в ней успеха, ведь титаны, породившие к тому времени огромное потомство, были гораздо более многочисленны. По совету Геи Зевс спустился в Тартар и освободил её детей циклопов и сторуких гекатонхейров, убив приставленную им сторожем титаниду Кампу. Циклопы, будучи искусными мастерами, изготовили для Зевса громовые стрелы-молнии, Аиду они вручили шлем-невидимку, а Посейдону — трезубец. В решающем сражении боги в союзе с циклопами и сторукими великанами разгромили титанов и сбросили их в Тартар. Титаниды не вмешивалась в конфликт титанов и богов, поэтому не были сброшены в Тартар. После победы трое братьев разделили мир между собой: Зевс был признан главным из богов-олимпийцев, властителем неба, Посейдону было дано море, а Аиду даровали царства мёртвых.
Согласно Псевдо-Гигину, причина Титаномахии заключается в следующем: «После того как Гера увидела, что Эпаф, рождённый от наложницы, правит таким большим царством (Египтом), она захотела, чтобы он был убит во время охоты, а также призвала титанов прогнать Зевса из царства и вернуть трон Кроносу. Когда титаны пытались установить небо, Зевс с помощью Афины, Аполлона и Артемиды, бросил их прямиком в Тартар. На Атланта, который был их лидером, он положил свод небес; даже сейчас ему приказано поддерживать небо на своих плечах».

## Аналоги
Эти греческие истории о титаномахии являются одним из вариантов в целом классе подобных мифов Европы и Ближнего Востока, где одно поколение или группа богов в целом выступает против доминирующего бога. Иногда Старшие боги вытесняются со своих позиций. Иногда мятежники проигрывают, и либо изгнаны из власти полностью, либо входят в пантеон. Другими примерами могут быть войны асов с ванами и ётунами в скандинавской мифологии, вавилонский эпос «Энума Элиш», хеттское «Царство на небесах» о Кумарби, борьба между Tuatha Dé Danann и Фоморами в кельтской мифологии и смутный конфликт поколений в Угаритских фрагментах.